# Kratip

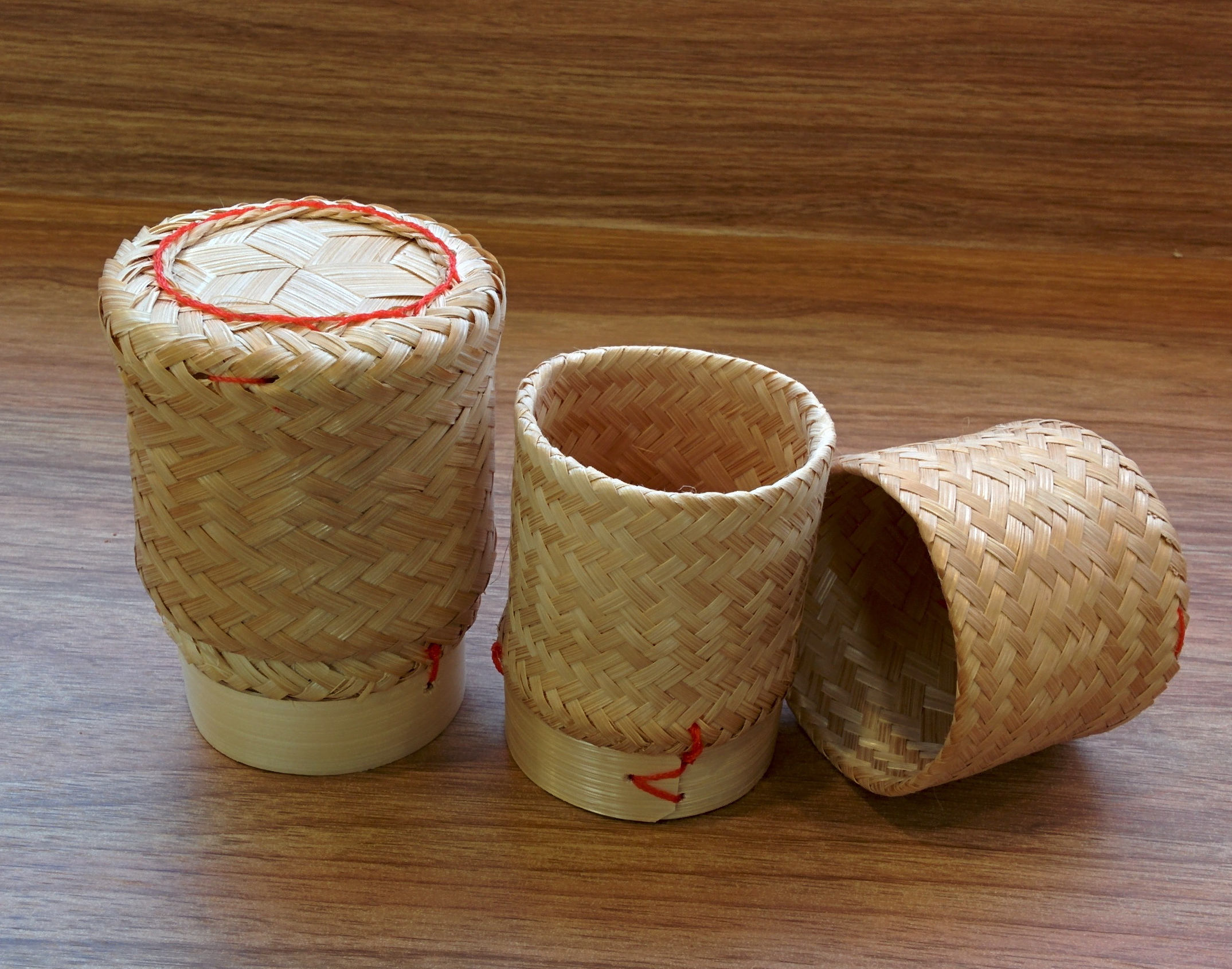
Kratips pour consommer du riz gluant.

Le kratip est un type de panier tissé en bambou servant à consommer le riz gluant, dont il conserve la chaleur, ou à conserver des graines. Il est utilisé en Thaïlande (Isan) et au Laos, avec diverses tailles et formes.

## Fabrication

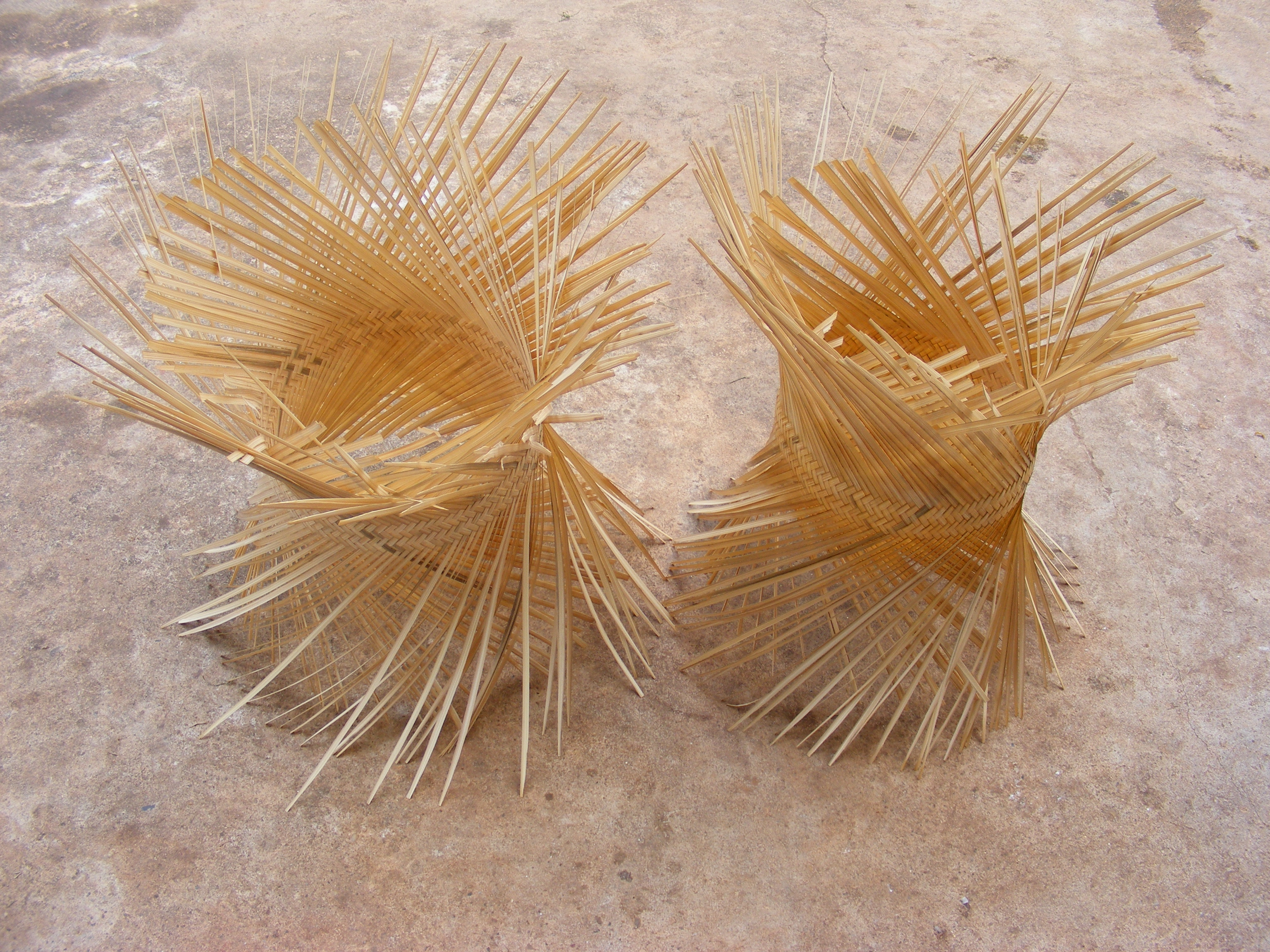
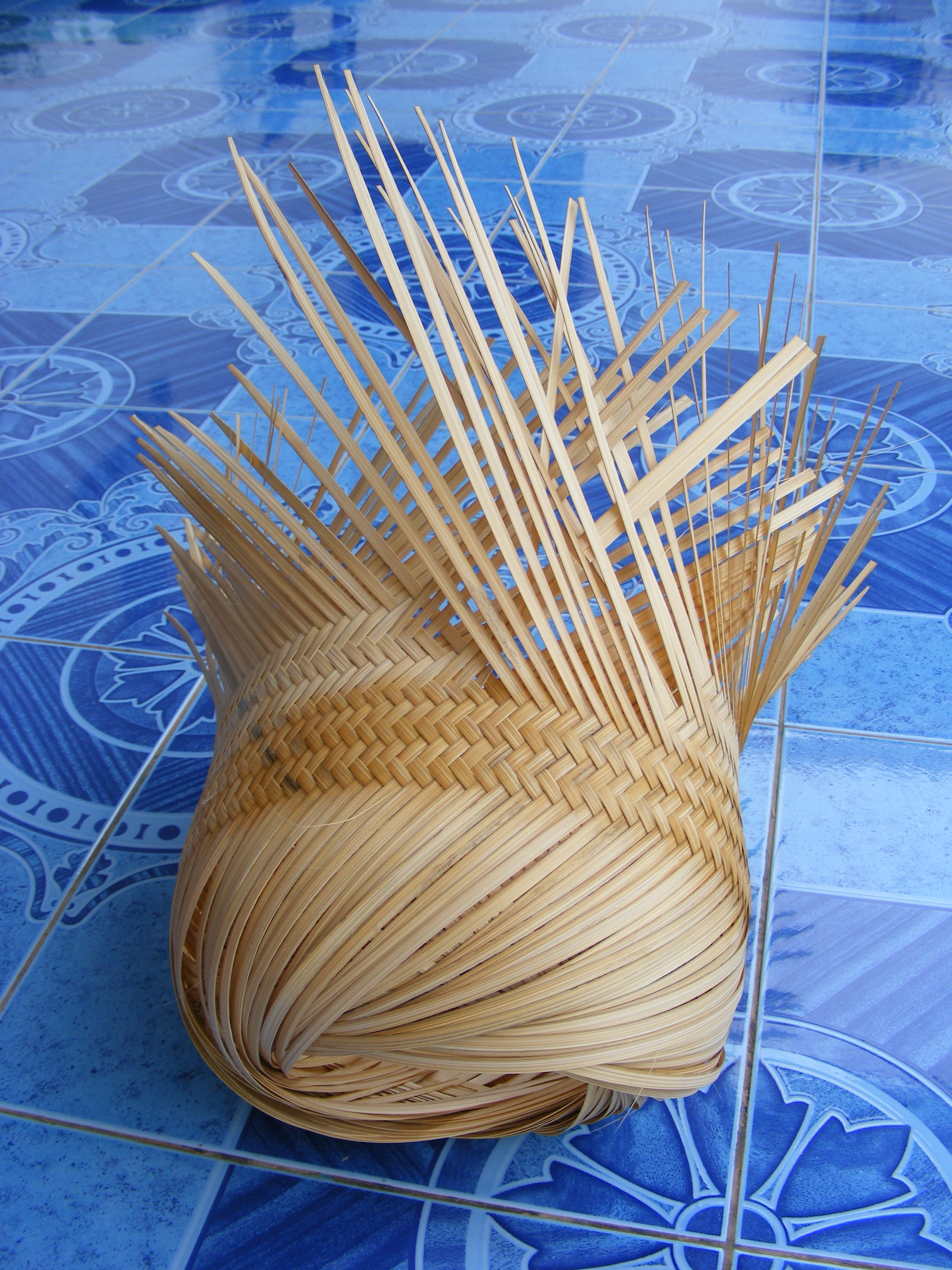

## Utilisation alimentaire
Un cône en bambou tressé, appelé huad, est utilisé pour cuire le riz gluant à la vapeur. Une fois cuit, le riz est étalé dans un kradong (panier à riz) pour refroidir avant d'être placé dans un kratip. Le kratip permet de garder le riz au chaud

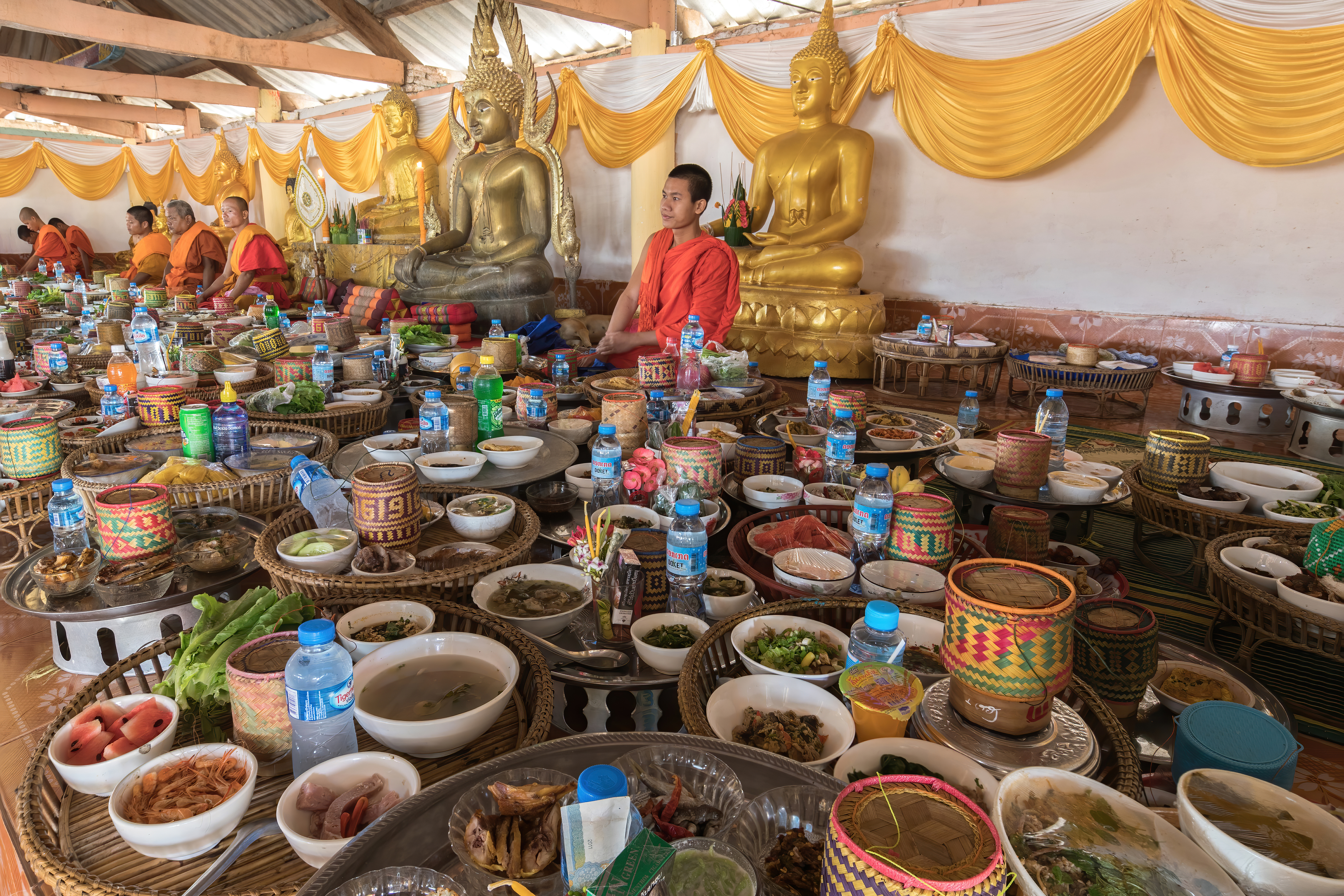
Divers plateaux avec des bols de nourriture et des kratips décorés, cuisinés pour les moines du temple de Don Det, Si Phan Don, Laos, lors d'une cérémonie. Ces préparations sont cuisinées chez eux par les voisins, puis apportées sur place pour y être consommées.
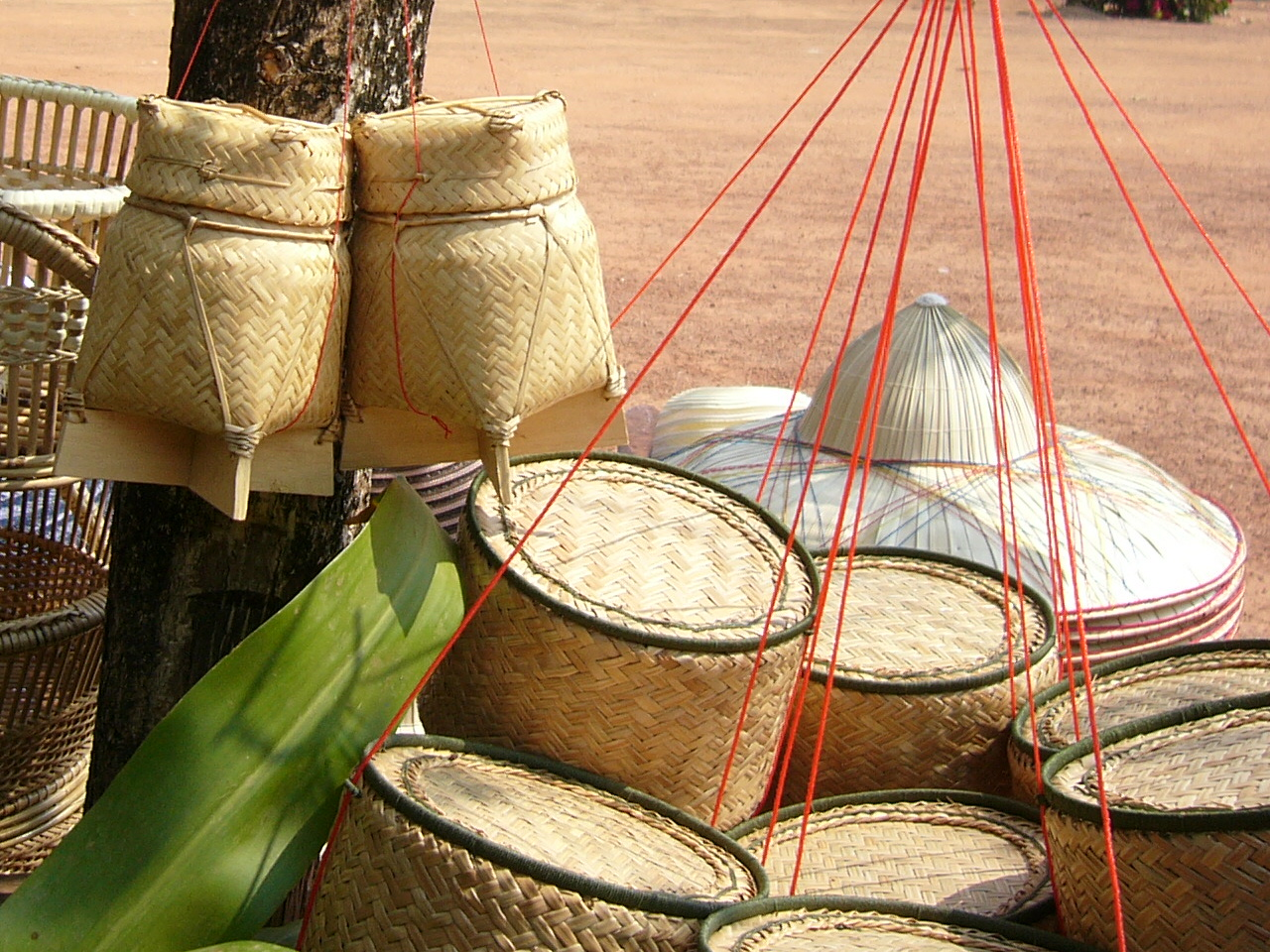
Différents kratip khao (khao signifiant riz), vus au Wat Kham Chanot (en), province d'Udon Thani
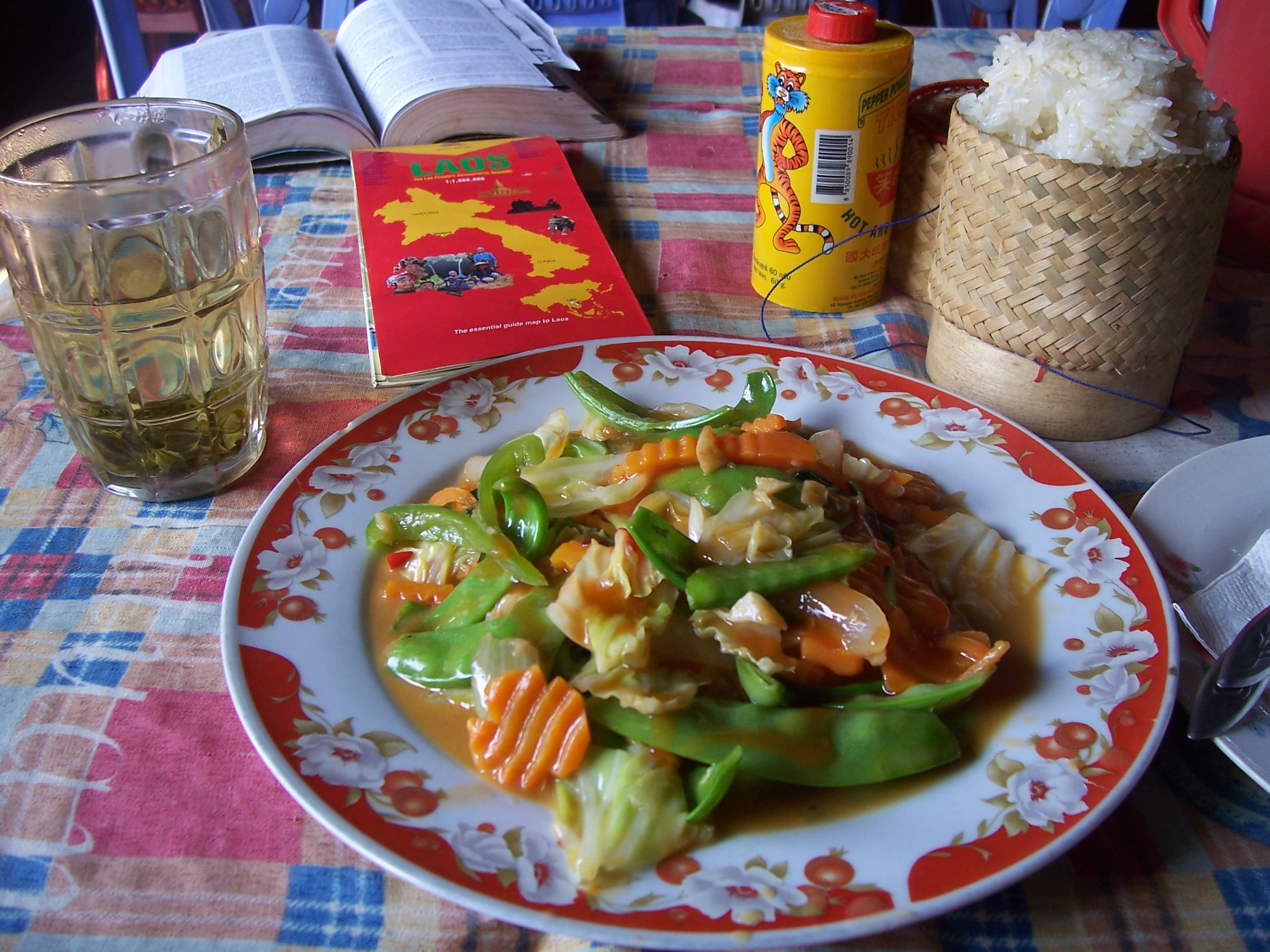
Plat laotien avec un kratip
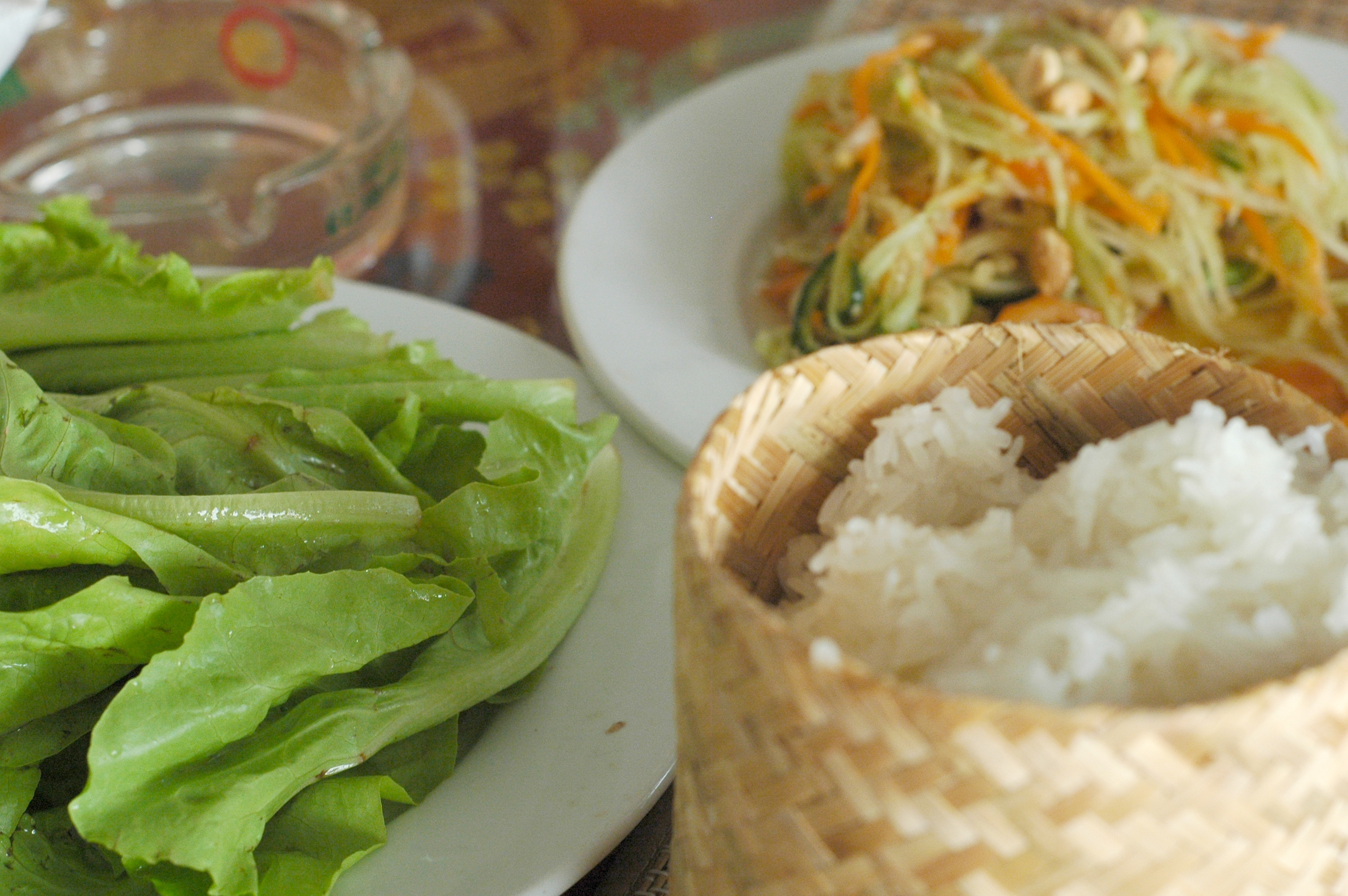
Salade de papaye verte avec un kratip